# RHOJ
RHOJ (англ. Ras homolog family member J) – білок, який кодується однойменним геном, розташованим у людей на короткому плечі 14-ї хромосоми. Довжина поліпептидного ланцюга білка становить 214 амінокислот, а молекулярна маса — 23 821.
| 10         |  | 20         |  | 30         |  | 40         |  | 50         |
| ---------- |  | ---------- |  | ---------- |  | ---------- |  | ---------- |
| MNCKEGTDSS |  | CGCRGNDEKK |  | MLKCVVVGDG |  | AVGKTCLLMS |  | YANDAFPEEY |
| VPTVFDHYAV |  | TVTVGGKQHL |  | LGLYDTAGQE |  | DYNQLRPLSY |  | PNTDVFLICF |
| SVVNPASYHN |  | VQEEWVPELK |  | DCMPHVPYVL |  | IGTQIDLRDD |  | PKTLARLLYM |
| KEKPLTYEHG |  | VKLAKAIGAQ |  | CYLECSALTQ |  | KGLKAVFDEA |  | ILTIFHPKKK |
| KKRCSEGHSC |  | CSII       |  |            |  |            |  |            |

A: Аланін

C: Цистеїн

D: Аспарагінова кислота

E: Глутамінова кислота

F: Фенілаланін

G: Гліцин

H: Гістидин

I: Ізолейцин

K: Лізин

L: Лейцин

M: Метіонін

N: Аспарагін

P: Пролін

Q: Глутамін

R: Аргінін

S: Серин

T: Треонін

V: Валін

W: Триптофан

Задіяний у таких біологічних процесах, як пдтримання форми клітини, альтернативний сплайсинг. 
Білок має сайт для зв'язування з нуклеотидами, ГТФ. 
Локалізований у клітинній мембрані, мембрані.